# Mieczysław Ignacy Dunin-Borkowski
Mieczysław Ignacy Dunin-Borkowski (30. července 1833 Płotycz – 11. listopadu 1906 Płotycz nebo Melnycja) byl rakouský šlechtic a politik polské národnosti z Haliče, na konci 19. století poslanec Říšské rady.

## Biografie
Zasedal jako poslanec Haličského zemského sněmu.
Byl i poslancem Říšské rady (celostátního parlamentu Předlitavska), kam usedl ve volbách roku 1891 za kurii venkovských obcí v Haliči, obvod Zališčiki, Borščiv atd. Ve volebním období 1891–1897 se uvádí jako hrabě Miecislaus Borkowski (Dunin), statkář, bytem Mielnica. Ve volbách roku 1891 se uvádí jako člen Polského klubu.
Roku 1897 byl povolán do Panské sněmovny (nevolená horní komora Říšské rady).
Zemřel v listopadu 1906.